# Mitrasim
Dokumentarfilmen Mitrasim (nyhebraisk: מיתרסים) var én af de første til israelsk fjernsyn og skabte megen kontrovers, da den blev vist d. 1. august 1972. Filmen handler om en jødisk og en palæstinensisk familie, der begge mistede børn under Den arabisk-israelske krig 1948.
| Film | Spire Denne filmartikel er en spire som bør udbygges. Du er velkommen til at hjælpe Wikipedia ved at udvide den. |